# Jade (chinesische Band)
Jade war eine vierköpfige Girlgroup bestehend aus jungen Chinesinnen, die alle bei der erfolgreichsten chinesischen TV-Talentshow „Sprite My Show“ ('Wo Xing Wo Xiu') gewonnen haben.

## Hintergrund

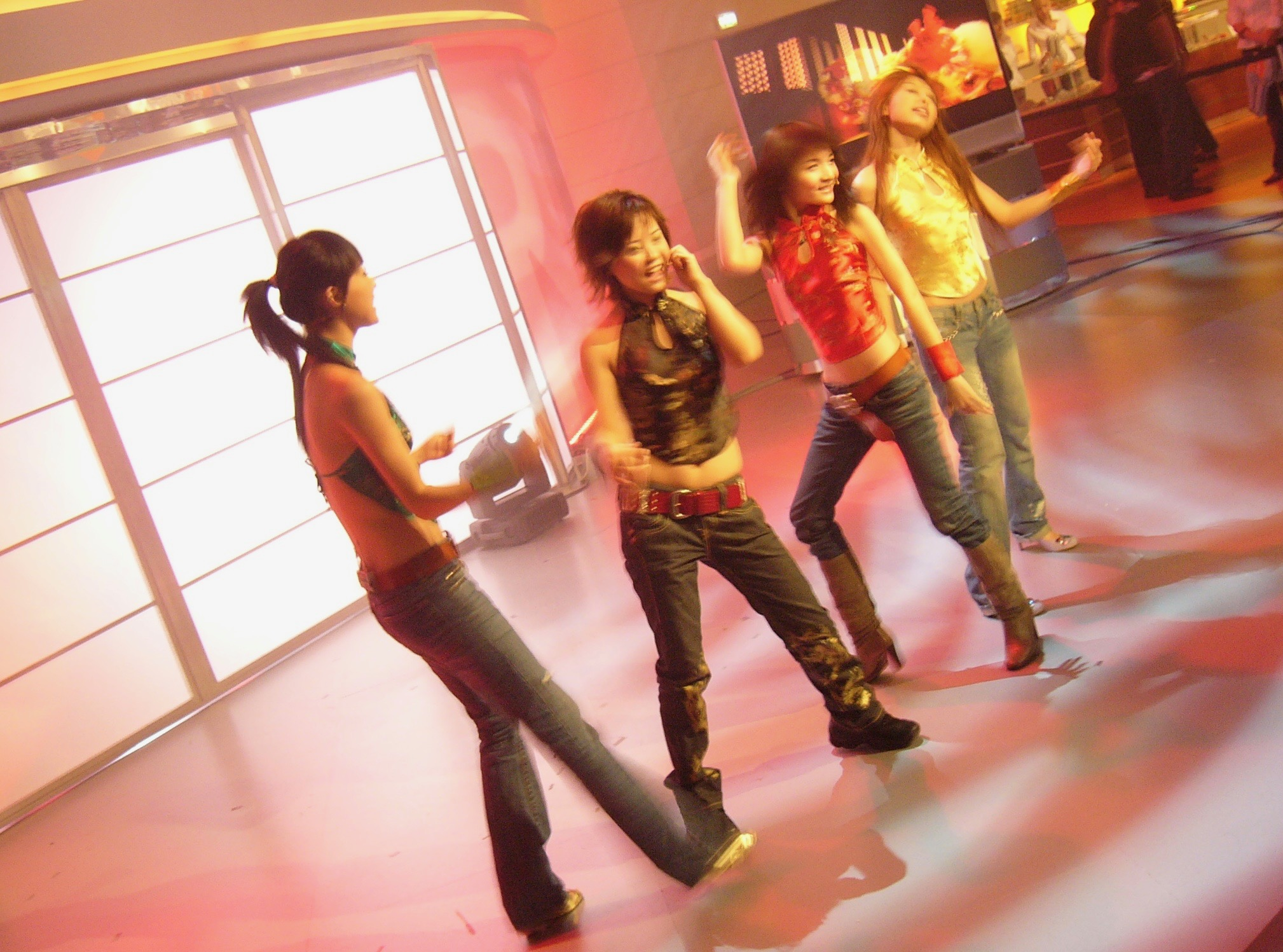
Jade bei der IFA 2006 in Berlin

Damals waren sie noch keine Band. Jede Sängerin hatte Soloerfolge und gewann Preise. Erst als ein deutscher Produzent, Axel Klopprogge, sie entdeckte, entstand Jade. Die Sängerinnen wurden präsentiert als Cissy – The Red Flame (6. Juli 1985), Jia Jia – The Silk Phoenix (11. August 1982), Yan – The Little Princess (3. Juni 1986) und Ting – The Tiger Soldier (11. August 1986).
Ihre erste Single Finally erschien am 1. September 2006 in Deutschland und das Album Flying with the Dragon folgte am 13. Oktober 2006. Das Album konnte aber nur in einzelnen Internetshops erworben werden. Am 9. März 2007 erschien die zweite Singleauskopplung aus dem Album – Your Love Is a Beautiful Thing. Das Album Flying with the Dragon zeitgleich erneut veröffentlicht.
Nach der Veröffentlichung ihres Albums traten sie mehrere Male im deutschen, sowie im chinesischen Fernsehen auf, es folgten eine Deutschlandtour mit Fantreffen in Leipzig und eine Tour in China, darauf eine zweite Deutschlandtour. Die Gruppe gab ebenfalls Interviews im Radio und erschienen in verschiedenen Zeitschriften.
Ab ihrem letzten Auftritt im ZDF am 17. März 2007 war keine Aktivität mehr zu vermerken.
Eine Stellungnahme zur Auflösung von Jade gab es weder von dem Manager und Produzenten Axel Klopprogge, Universal Music, noch anderen Verantwortlichen.

## Diskografie

### Alben
- 13. Oktober 2006: Flying with the Dragon
- 16. März 2007: Flying with the Dragon (Wiederveröffentlichung)

### Singles
- 1. September 2006: Finally
- 9. März 2007: Your Love Is a Beautiful Thing (Rich And Poor)

#### Promos/Sampler
- 2006: Flying With The Dragon (CD-R & DVD-R)[4]

## Erste Deutschlandtour (2006)
Die erste Deutschlandtour der Mädchen begann mit einem Fotoshooting für das Magazin „Bravo Girl“ in München. Einen Tag später fand ein Shooting für das „YAM Magazin“ am 22. August 2006 in München statt. Am 23. August 2006 überraschten sie mit einem Auftritt um 6 Uhr im Sat.1-Frühstücksfernsehen zusammen mit Annika Lau und Jan Hahn. Dem folgte am 25. August 2006 ein Auftritt bei der ehemaligen Musikshow „The Dome“ bei der die Gruppe vor rund 10.000 Fans auftrat. Am 26. August 2006 fand eine Autogrammstunde in Leipzig statt. Darauf folgte am 27. August 2006 ein Auftritt im ZDF-Fernsehgarten in Mainz, wo sie die Gewinnerin von „German Super Star“ Vanessa trafen. Es folgte am 30. August 2006 ein Interview bei dem Frankfurter Radiosender You FM mit Moderator Rob Green, noch am gleichen Tag gaben sie ein weiteres Interview bei Radio Hr3. Am 3. September 2006 traten Jade im rbb Fernsehen auf. Dann am 4. September 2006 traten die Mädchen bei Nickelodeon mit Moderator Lars auf. Am 6. September 2006 wurde die Girlgroup zum ZDF eingeladen.

## Tour in China (2007)
Am 18. Januar 2007 wurde Jades Chinatour mit einem Auftritt bei der Show „Wanna Challenge“, der chinesischen Version von „Wetten dass...?“, eröffnet.
Danach folgte am 28. Januar 2007 eine einstündige Radiosendung bei dem Sender SMR 2 in Peking zusammen mit einer „Jade-Fanhotline“ bei der Fans der Gruppe anrufen konnten, um mit etwas Glück mit einem der Mitglieder zu sprechen.
Am gleichen Tag gaben Jade ein Konzert in der Innenstadt von Sichuan, wobei es bei der Masse an Fans zu Staus kam und sich lange Warteschlangen bildeten. Schließlich musste die Polizei eingreifen und das Konzert stoppen. Darauf folgte eine Autogrammstunde vor einem Kaufhaus in Shenzhen.
Einen Tag später, an dem 31. Januar 2007, traten sie im Sichuan TV bei einer Comedy-Show auf.

## Zweite Deutschlandtour (2007)
Die zweiten Deutschlandtour begann am 12. März 2007 mit einem Interview bei der Fernsehshow TV total mit Moderator Stefan Raab. Dieser machte Witze über die bestehende Sprachbarriere. Ein Video dieses Interviews wurde daraufhin im chinesischen Raum verbreitet, auf YouTube ist das Video mit chinesischem Titel zu finden und hat bereits mehr als 136.000 Aufrufe. Die chinesische Fangemeinde fand dieses herabwürdigend. In dem Kommentaren wird Raab unter anderem Rassismus vorgeworfen.
Am 14. März 2007 traten Jade bei SWR3 latenight und einen Tag später Auftritt in einer Kindersendung auf.

## Medienauftritte

### Fernsehen
- SWR3 latenight
- best of IFA-music (ZDF)
- MTV
- VIVA Live!
- International Broadcasting Fair (Berlin)
- Sat.1-Frühstücksfernsehen
- ZDF-Fernsehgarten
- TV total
- The Dome
- rbb Fernsehen

#### Chinesisches Fernsehen
- Sprite My Show
- Wanna Challenge
- Star TV
- East TV
- The Winner
- Mina
- Sichuan TV

### Radio
- Radio HR3
- You FM

#### Chinesisches Radio
- SMR 2 (mit Jade-Fanhotline), Beijing
- Radio Sichuan

### Internetseiten
- ProSieben Download Charts[8]
- VIVA Charts[9]
- Spiegel Online[10]
- Mädchen[11]
- bild.de[12]

### Zeitschriften
- The Dome[13]
- Bravo Girl[14]
- Popcorn[15]
- WOM Magazin (003)[16]
- hStyle
- Bild am Sonntag[17]
- Bravo[18]
- Starflash[19]
- YAM Magazin[20]
- INSTYLE[21]

#### Chinesische Zeitschriften
- Travel Times
- [v]magazine[22]
- Easy[23]
- K PLUS[24]

### Anderes
- IFA Gala
- Lufthansa Feature: “Jade around the world”[25]